# Wiesenburg/Mark
Wiesenburg/Mark è un comune del Brandeburgo, in Germania.
Appartiene al circondario (Landkreis) di Potsdam-Mittelmark (targa PM).

## Società

### Evoluzione demografica
- Sviluppo della popolazione dal 1875 entro gli attuali confini (Linea Blu: Popolazione; Linea puntata: Confronto dello sviluppo della popolazione dello stato del Brandenburgo; Sfondo grigio: Ai tempi del governo nazista; Sfondo rosso: Al tempo del governo comunista)
- Sviluppo recente della popolazione (Linea blu) e previsioni

| Anno | Abitanti |
| ---- | -------- |
| 1875 | 5 868    |
| 1890 | 6 026    |
| 1910 | 6 084    |
| 1925 | 5 915    |
| 1939 | 5 845    |
| 1950 | 8 519    |
| 1964 | 7 146    |

| Anno | Abitanti |
| ---- | -------- |
| 1971 | 6 691    |
| 1981 | 6 190    |
| 1985 | 6 071    |
| 1990 | 5 685    |
| 1995 | 5 594    |
| 2000 | 5 435    |
| 2005 | 5 181    |

| Anno | Abitanti |
| ---- | -------- |
| 2010 | 4 708    |
| 2015 | 4 420    |
| 2016 | 4 302    |
| 2017 | 4 271    |
| 2018 | 4 295    |
| 2019 | 4 247    |
| 2020 | 4 242    |

Fonti dei dati sono nel dettaglio nelle Wikimedia Commons..

## Geografia antropica

### Suddivisioni amministrative
Il territorio comunale si divide in 14 zone (Ortsteil), corrispondenti al centro abitato di Wiesenburg e a 13 frazioni:
- Wiesenburg (centro abitato)
- Benken
- Grubo
- Jeserig/Fläming
- Jeserigerhütten
- Klepzig
- Lehnsdorf
- Medewitz
- Mützdorf
- Neuehütten
- Reetz
- Reetzerhütten
- Reppinichen
- Schlamau